# 富士菲林前站
富士菲林前站（日语：／ Fujifuirumu-mae eki */?）是位於神奈川縣南足柄市狩野60番1號，伊豆箱根鐵道的大雄山線車站。車站編號為ID11。

## 歷史
- 1956年（昭和31年）8月13日 - 車站啟用。
- 1992年（平成4年）3月 - 設置自動售票機。

## 車站構造
此站是地面車站，設有1面1線的單式月台。月台位於路軌南邊。月台靠近大雄山一方設有樓梯前往南邊的車站大樓。車站大樓是一座1層高建築物。大樓內設有自動售票機和車票發行機。大樓內也設有候車室和木製長椅。車站大樓的出口在西邊，在車站大樓南邊設有時樓和公廁。此站是無人車站，但是早上和黃昏通勤時段設有職員當值。車站靠近大雄山一方設有星崎平交道，越過平交道後便到達車站北邊。

## 使用狀況
以下為各年度1日平均乘車人次變化。
| 乘車人次變化       | 乘車人次變化     | 乘車人次變化 |
| 年度               | 1日平均 乘車人次 | 參考資料     |
| ------------------ | ---------------- | ------------ |
| 1998年（平成10年） | 916              | [ 3 ]        |
| 1999年（平成11年） | 934              | [ 4 ]        |
| 2000年（平成12年） | 957              | [ 5 ]        |
| 2001年（平成13年） | 926              | [ 5 ]        |
| 2002年（平成14年） | 930              | [ 6 ]        |
| 2003年（平成15年） | 896              | [ 7 ]        |
| 2004年（平成16年） | 870              | [ 8 ]        |
| 2005年（平成17年） | 855              | [ 9 ]        |
| 2006年（平成18年） | 782              | [ 10 ]       |
| 2007年（平成19年） | 673              | [ 11 ]       |
| 2008年（平成20年） | 690              | [ 12 ]       |
| 2009年（平成21年） | 659              | [ 13 ]       |
| 2010年（平成22年） | 656              | [ 14 ]       |
| 2011年（平成23年） | 663              | [ 15 ]       |
| 2012年（平成24年） | 637              | [ 16 ]       |
| 2013年（平成25年） | 632              | [ 17 ]       |
| 2014年（平成26年） | 622              | [ 18 ]       |
| 2015年（平成27年） | 641              | [ 19 ]       |
| 2016年（平成28年） | 650              | [ 20 ]       |
| 2017年（平成29年） | 675              | [ 21 ]       |
| 2018年（平成30年） | 677              | [ 22 ]       |

## 車站周邊
站前設有狩川的支流貝澤川，車站附近設有筏場橋越過該河川，在越過筏場橋後便可前往到達南邊。在車站100米處設有縣道74號的狩野路口，在路口向南前進會途經大泉河原橋，在跨越狩川後便到達富士菲林神奈川工場足柄場地（但是，工場正門（接待處）鄰近和田河原站）。另外，車站周邊設有南足柄市立向田小學（東北方500米處）、浮泉之池（西南1公里處）和極樂寺（南方1公里處）。車站附近為住宅區和商業區。
- 小田原百貨店（日语：小田原百貨店）南足柄店

## 相鄰車站
伊豆箱根鐵道
■大雄山線
和田河原（ID10）－富士菲林前（ID11）－大雄山（ID12）

## 注腳
1. ↑  古今亭, 駒次. . 東京新聞. 2018-05-29 （日语）.
2. ↑  南足柄市統計書（日語）
3. ↑  神奈川縣縣勢要覧（平成12年度）227頁（日語）
4. ↑  神奈川縣縣勢要覧（平成13年度）229頁PDF（日語）
5. 1 2  神奈川縣縣勢要覧（平成14年度）227頁PDF（日語）
6. ↑  神奈川縣縣勢要覧（平成15年度）PDF（日語）
7. ↑  神奈川縣縣勢要覧（平成16年度）229頁PDF（日語）
8. ↑  神奈川縣縣勢要覧（平成17年度）PDF（日語）
9. ↑  神奈川縣縣勢要覧（平成18年度）231頁PDF（日語）
10. ↑  神奈川縣縣勢要覧（平成19年度）PDF（日語）
11. ↑  神奈川縣縣勢要覧（平成20年度）245頁PDF（日語）
12. ↑  神奈川縣縣勢要覧（平成21年度）PDF（日語）
13. ↑  神奈川縣縣勢要覧（平成22年度）PDF（日語）
14. ↑  神奈川縣縣勢要覧（平成23年度）PDF（日語）
15. ↑  神奈川縣縣勢要覧（平成24年度）PDF（日語）
16. ↑  神奈川縣縣勢要覧（平成25年度）PDF（日語）
17. ↑  神奈川縣縣勢要覧（平成26年度）PDF（日語）
18. ↑  神奈川縣縣勢要覧（平成27年度）PDF（日語）
19. ↑  神奈川縣縣勢要覧（平成28年度）PDF（日語）
20. ↑  神奈川縣縣勢要覧（平成29年度）PDF（日語）
21. ↑  神奈川縣縣勢要覧（平成30年度）PDF（日語）
22. ↑  神奈川縣縣勢要覧（令和元年度）PDF（日語）

## 外部連結
- 伊豆箱根鐵道　富士菲林前站 （页面存档备份，存于）（日語）